# Ducado de Noblejas

Escudo de Noblejas, (Toledo), de donde fueron señores los duques de Noblejas.

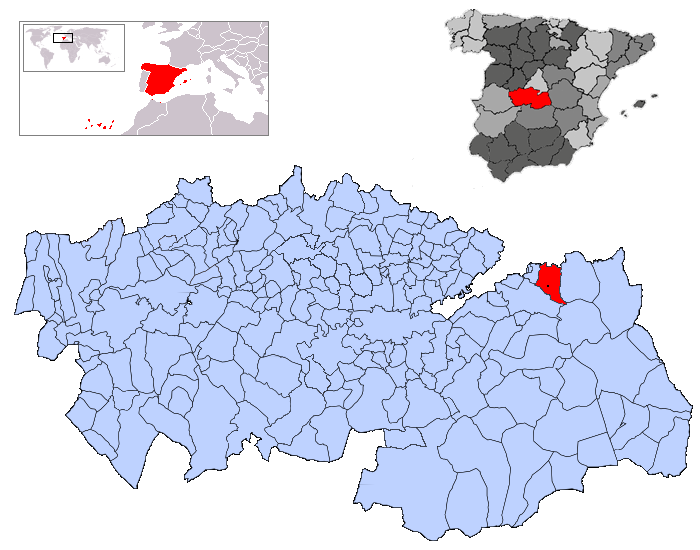
Situación de Noblejas.

El ducado de Noblejas es un título nobiliario español creado el 27 de marzo de 1829 por el rey Fernando VII a favor de Mariano del Amparo de Chaves Villarroel y Rivadeneyra, VII conde de Noblejas.
El título de duque de Noblejas, se creó por elevación del condado del mismo nombre, que se había creado en 1693.
Mariano del Amparo de Chaves de Villarroel y Rivadeneyra, era hijo de Pedro de Alcántara Chaves de Villarroel y Bonavía, VI conde de Noblejas, y de María del Amparo de Villarroel y Rivadeneyra.
Su denominación hace referencia a la localidad de Noblejas, (Toledo), de donde fueron señores la familia Chávez de Villarroel y Orozco, condes de Noblejas, luego duques de Noblejas.

## Duques de Noblejas
|                           | Titular                                               | Periodo                   |
| Creación por Fernando VII | Creación por Fernando VII                             | Creación por Fernando VII |
| ------------------------- | ----------------------------------------------------- | ------------------------- |
| i                         | Mariano del Amparo de Chaves Villarroel y Rivadeneyra | 1829-1842                 |
| ii                        | Pedro de Chaves y Loaysa                              | 1843-1880                 |
| iii                       | Carmen de Chaves y Valdivieso                         | 1880-1952                 |
| iv                        | María Flora de Chaves y Lemery                        | 1952-1967                 |
| v                         | María del Pilar de Chaves y Lemery                    | 1968-1980                 |
| vi                        | Antonio de Egaña y Azúa                               | 1987-2017                 |
| vii                       | Alfonso de Egaña Barrenechea                          | 2019-                     |

## Historia de los duques de Noblejas
- Mariano de Chaves Villarroel y Rivadeneyra (1774-1842), i duque de Noblejas, vii conde de Noblejas, Mariscal de Castilla.

1. Casó con María Melitona Ibarrola González Gorbea.
2. Casó con Joaquina Loaysa y Topete.
3. Casó con María de la Concepción Auñón y Guzmán, v marquesa de San Bartolomé del Monte. Tuvo descendencia de su segundo matrimonio:

- Pedro de Chaves y Loaysa, ii duque de Noblejas, Mariscal de Castilla (1821-1880).

1. Casó con Carmen Valdivieso Mozzi. Le sucedió su hija:

- Carmen de Chaves y Valdivieso, iii duquesa de Noblejas, Mariscala de Castilla (1878-1952), sin descendientes, le sucedió su sobrina, hija de su primo hermano Manuel de Chaves y Beramendi, i conde de Caudilla, hijo de Manuel de Chaves y Loaysa y Fernanda Beramendi, hermano menor del ii duque, que había casado con Isabel de Lemery y Ferrer, hija a su vez del general José Lemery e Ibarrola, hijo a su vez de una hermana de la primera esposa del i duque.

- María Flora de Chaves y Lemery (1894-1967), iv duquesa de Noblejas, iv duquesa de la Conquista, ii condesa de Caudilla, Mariscala de Castilla. Sin descendientes. Le sucedió su hermana:

- María del Pilar de Chaves y Lemery (1896-1980), v duquesa de Noblejas, v duquesa de la Conquista, iii marquesa de la Matilla, xv marquesa de los Palacios, iii condesa de Caudilla, vizcondesa de la Frontera, Mariscala de Castilla.

1. Casó con Léon Le Febve de Vivy. Sin descendientes. Le sucedió su sobrino segundo (hijo de su prima hermana Carmen Azúa y de Chaves (hija a su vez de Juan Azúa Suárez y Carmen de Chaves y Beramendi, hermana del III duque), casada con Alfonso de Egaña Elizarán):

- Antonio de Egaña y Azúa, vi duque de Noblejas, iv conde de Caudilla. Falleció el 21 de noviembre de 2017.

1. Casado con Marina Barrenechea Fano. Le sucedió su hijo:

- Alfonso de Egaña Barrenechea, vii duque de Noblejas.